# Careful (Click, Click)
Careful (Click, Click) – singiel amerykańskiego zespołu hip-hopowego Wu-Tang Clan wydany w 2000 roku na albumie The W.

## Lista utworów
1. Careful (Click, Click) (Explicit Version) – 4:56
2. Careful (Click, Click) (Instrumental) – 4:26
3. Careful (Click, Click) (Alles Real Mix) – 4:52
4. I Can’t Go To Sleep (Explicit Version) – 3:35